# Vladimír Venglár
Vladimír Venglár (20 febbraio 1923 – 5 luglio 1977) è stato un calciatore cecoslovacco.

## Palmarès

### Club
- Campionato cecoslovacco: 3

Slovan Bratislava: 1949, 1950, 1951